# Gyelwang Drugpa

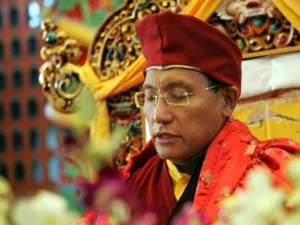
Der 12. Gyelwang Drugpa Jigme Pema Wangchen

Gyelwang Drugpa (tib.: rgyal dbang ’brug pa) bzw. Drugchen (’brug chen) ist das Oberhaupt der Drugpa-Kagyü-Schule des tibetischen Buddhismus. Die Gyelwang Drugpas gelten als Trülkus des ersten Gyelwang Drugpa Tsangpa Gyare (1161–1211).

## Liste der Gyelwang Drugpa Rinpoches
| 'brug chen | Name (Liste tibetischer Namen und Titel) | Lebensdaten | Umschrift nach Wylie                     |
| ---------- | ---------------------------------------- | ----------- | ---------------------------------------- |
| 1.         | Tsangpa Gyare Yeshe Dorje                | 1161–1211   | gtsang pa rgya ras ye shes rdo rje       |
| 2.         | Künga Peljor                             | 1428–1476   | kun dga’ dpal ’byor                      |
| 3.         | Jamyang Chökyi Dragpa                    | 1478–1523   | 'jam dbyangs chos kyi grags pa           |
| 4.         | Pema Karpo                               | 1527–1592   | pad ma dkar po                           |
| 5.         | Pagsam Wangpo                            | 1593–1641   | dpag bsam dbang po                       |
| 6.         | Mipham Wangpo                            | 1641–1717   | mi pham dbang po                         |
| 7.         | Thrinle Shingta                          | 1718–1766   | ’phrin las shing rta                     |
| 8.         | Künsig Chökyi Nangwa                     | 1768–1822   | kun gzigs chos kyi snang ba              |
| 9.         | Migyur Wangyel                           | 1823–1883   | mi ’gyur dbang rgyal                     |
| 10.        | Mipham Chökyi Wangpo                     | 1884–1930   | mi pham chos kyi dbang po                |
| 11.        | Tendzin Khyenrab Geleg Wangpo            | 1931–1960   | bstan ’dzin mkhyen rab dge legs dbang po |
| 12.        | Jigme Pema Wangchen                      | * 1963      | ’jigs med pad ma dbang chen              |